# 떠나도 마음만은
"떠나도 마음만은"은 1969년 공개된 대한민국의 영화이다.

## 배역
- 김정훈
- 문희
- 김진규
- 박암
- 사미자
- 이낙훈
- 성소민
- 김정옥
- 문미봉
- 지계순
- 최봉